# Anochetus consultans
Anochetus consultans är en myrart som först beskrevs av Walker 1859.  Anochetus consultans ingår i släktet Anochetus och familjen myror. Inga underarter finns listade i Catalogue of Life.